# 요네키쓰 마사야스
요네키쓰 마사야스(일본어: 米津政易, 1829년 9월 20일 ~ 1873년 9월 26일)는 일본 에도 시대의 다이묘로, 나가토로번의 3대 번주이다. 쇼나이번주 사카이 다다카타의 열번째 아들로, 관위는 종5위하, 사가미노카미이다.
가에이 6년(1853년)에 나가토로 번의 2대 번주 요네키쓰 마사요시가 사망하자, 가에이 7년(1854년)에 양자가 되어 그 뒤를 이었다. 같은 해 12월에 종5위하에 서임되었다. 시로미즈 강 치수 공사와 개발 공사를 시행하였고, 오사키 시치로자에몬을 등용하여 차와 뽕나무 재배에 의한 식산흥업 장려 등에 힘썼다. 또 오사카에서 도공을 초빙하여 가미노하타 도자기(上ノ畑焼) 사업을 일으켰다. 만엔 원년(1860년) 5월 9일, 친동생 요네키쓰 마사아키에게 가문을 물려주고 은거하였으며, 메이지 6년(1873년)에 45세로 사망하였다.
| 전임 요네키쓰 마사요시 | 제3대 나가토로번 번주 1854년 ~ 1860년 | 후임 요네키쓰 마사아키 |